# 工布小檗
工布小檗（学名：Berberis kongboensis）是小檗科小檗属的植物，为中国的特有植物。分布于中国大陆的西藏等地，生长于海拔2,680米至3,200米的地区，见于林下或杜鹃林下，目前尚未由人工引种栽培。